# Videostar 2
Videostar 2 è un canale televisivo regionale italiano privato che trasmette in Lombardia nelle province di Brescia Cremona Lodi Sondrio attraverso il canale 119. 

## La storia
Videostar 2 è la seconda rete di Videostar erede di Telepadana.
Trasmette inizialmente in simulcast la rete ammiraglia Videostar per poi divenire un'emittente autonoma il 15 maggio 2011.
Il palinsesto di Videostar 2 è composto da programmi adatti a un pubblico over 60. Tra i contenuti in onda troviamo film in bianco e nero,  telenovelas, documentari e notiziari, questi ultimi in simultanea a Videostar.

## Programmi

### Notiziari
- Star News

### Autoproduzioni
- Amuse bouche
- Lombardia fuori porta
- Mettetevi scomodi
- Turisti a casa nostra

### Serie TV
- Alice
- Il grande detective
- Sanford and son
- Sherlock Holmes

### Soap opera
- Maria Maria
- Povera Clara